# Tour de France 2014/1. Etappe
Die 1. Etappe der Tour de France 2014 fand am 5. Juli 2014 statt und führte von Leeds über 190,5 km nach Harrogate. Im Verlauf der Etappe gab es einen Zwischensprint sowie zwei Bergwertungen der dritten und eine der vierten Kategorie. Damit zählte die erste Etappe als Flachetappe, alle 198 gemeldeten Fahrer gingen an den Start.

## Rennverlauf
Nach 17,5 neutralisierten Kilometern von Leeds bis zum Harewood House kam das Peloton nochmals zum Stillstand, wo das Peloton auf die Enkel der englischen Königin, Harry und William sowie Williams Frau Kate trafen, die das Startband durchschnitt, nachdem zuvor die Flugstaffel Red Arrows die Zone überflogen hatte und die Nationalhymnen Großbritanniens und Frankreichs gespielt worden waren. Danach startete das Feld erneut durch den Stadtpark von Leeds. Sobald dieser verlassen wurde, eröffnete Christian Prudhomme mit seiner Départ-Flagge die Rundfahrt.
Nur Sekunden nach dem Kilometer 0 attackierten Jens Voigt, Nicolas Edet und Benoît Jarrier. Dieses Trio bildete anschließend die Ausreißergruppe des Tages. Die Sprinterteams übernahmen anschließend die Tempoarbeit im Feld, um den Rückstand zu kontrollieren. Dieser vergrößerte sich nur langsam. Waren es 163,8 km vor dem Ziel noch 2:32 Minuten, stieg der Vorsprung in den folgenden 10 km um nicht einmal eine halbe Minute an.
Die Cray stellte die erste Bergwertung (der vierten Kategorie) der 101. Tour dar. Diese wurde im Sprint von Jarrier gewonnen, welcher sich einen Punkt ergatterte. Kurz darauf folgte die Sprintwertung des Tages, vor welcher Voigt einen Angriff startete, und sie vor Edet und Jarrier gewann. Voigt nutzte seinen gewonnenen Vorsprung, zog seine Attacke durch und setzte sich erfolgreich ab. Im Feld entschied Coquard den Sprint für sich vor Greipel, Sagan und Cavendish. Kittel hielt sich aus dem Sprint heraus, auch Démare sprintete nicht mit.
Anschließend stand der Buttertubs Pass auf dem Programm, eine Bergwertung der dritten Kategorie. An diesem Berg gab es Massen von Zuschauern, welche die Fahrbahn einengten und im Feld einen Ziehharmonikaeffekt auslösten. Voigt gewann die zwei Punkte vor Edet. Das Feld verkürzte an diesem Anstieg seinen Rückstand, welcher zwischenzeitlich – in der Verpflegungszone – auf knapp über fünf Minuten angewachsen war, auf 3:48 Minuten. Dabei spaltete sich das Feld.
Die letzte Bergwertung des Tages, den Grinton Moor, überquerte Voigt nochmals als Führender, jedoch nur mit knappem Vorsprung auf Lars Ytting Bak, welcher das Hauptfeld über diese Kuppe führte. Als Voigt schließlich knapp 60 km vor dem Ziel eingeholt wurde, nahm das Feld das Tempo heraus und der größte Teil der abgehängten Fahrer konnte die Lücke wieder schließen, wenngleich ihr Rückstand maximal eineinhalb Minuten betrugen hatte. In dieser Gruppe befanden sich unter anderem Rodríguez, Pinot, Gadret, Horner und Riblon. Anschließend rollte das Feld gelassen in Richtung Ziel, ohne jegliche Attacke.
Wenige Kilometer vor dem Ziel wurde das Tempo durch den Sprinterzug von Omega Pharma-Quick-Step erhöht. Etwa 1200 Meter vor dem Ziel attackierte Fabian Cancellara, welcher jedoch etwa 200 Meter vor dem Ziel gestellt wurde. 250 Meter vor dem Ziel stürzten Mark Cavendish und Simon Gerrans infolge einer Kollision und rissen bei dem Sturz einige weitere Fahrer mit sich. Die vor ihnen positionierten Fahrer wurden nicht durch den Sturz behindert. So konnten Kittel, Sagan, Coquard und Navardauskas den Sieg unter sich aussprinten. In diesem Sprint auf ansteigender Zielgeraden behielt Kittel vor Sagan die Oberhand. Navardauskas sprintete vor Coquard auf den dritten Etappenrang.

## Punktewertungen
| Zwischensprint in Newbiggin nach 77,0 km auf 190 m ASL |                        |                           |         |
| 1.                                                     | Deutschland            | Jens Voigt (TFR)          | 20 Pkt. |
| 2.                                                     | Frankreich             | Nicolas Edet (COF)        | 17 Pkt. |
| 3.                                                     | Frankreich             | Benoît Jarrier (BSE)      | 15 Pkt. |
| 4.                                                     | Frankreich             | Bryan Coquard (EUC)       | 13 Pkt. |
| 5.                                                     | Deutschland            | André Greipel (LTB)       | 11 Pkt. |
| 6.                                                     | Slowakei               | Peter Sagan (CAN)         | 10 Pkt. |
| 7.                                                     | Vereinigtes Konigreich | Mark Cavendish (OPQ)      | 9 Pkt.  |
| 8.                                                     | Frankreich             | Kévin Réza (EUC)          | 8 Pkt.  |
| 9.                                                     | Italien                | Alessandro Petacchi (OPQ) | 7 Pkt.  |
| 10.                                                    | Polen                  | Maciej Bodnar (CAN)       | 6 Pkt.  |
| 11.                                                    | Italien                | Elia Viviani (CAN)        | 5 Pkt.  |
| 12.                                                    | Italien                | Fabio Sabatini (CAN)      | 4 Pkt.  |
| 13.                                                    | Belgien                | Jürgen Roelandts (LTB)    | 3 Pkt.  |
| 14.                                                    | Neuseeland             | Greg Henderson (LTB)      | 2 Pkt.  |
| 15.                                                    | Danemark               | Lars Bak (LTB)            | 1 Pkt.  |

| Etappenziel in Harrogate nach 190,5 km auf 126 m ASL |                        |                              |         |
| 1.                                                   | Deutschland            | Marcel Kittel (GIA)          | 45 Pkt. |
| 2.                                                   | Slowakei               | Peter Sagan (CAN)            | 35 Pkt. |
| 3.                                                   | Litauen                | Ramūnas Navardauskas (GRS)   | 30 Pkt. |
| 4.                                                   | Frankreich             | Bryan Coquard (EUC)          | 26 Pkt. |
| 5.                                                   | Australien             | Michael Rogers (TCS)         | 22 Pkt. |
| 6.                                                   | Vereinigtes Konigreich | Chris Froome (SKY)           | 20 Pkt. |
| 7.                                                   | Norwegen               | Alexander Kristoff (KAT)     | 18 Pkt. |
| 8.                                                   | Belgien                | Sep Vanmarcke (BEL)          | 16 Pkt. |
| 9.                                                   | Spanien                | José Joaquín Rojas Gil (MOV) | 14 Pkt. |
| 10.                                                  | Schweiz                | Michael Albasini (OGE)       | 12 Pkt. |
| 11.                                                  | Schweiz                | Fabian Cancellara (TFR)      | 10 Pkt. |
| 12.                                                  | Deutschland            | Paul Voß (TNE)               | 8 Pkt.  |
| 13.                                                  | Belgien                | Greg Van Avermaet (BMC)      | 6 Pkt.  |
| 14.                                                  | Schweiz                | Martin Elmiger (IAM)         | 4 Pkt.  |
| 15.                                                  | Frankreich             | Samuel Dumoulin (ALM)        | 2 Pkt.  |

## Bergwertungen
| Cray Kategorie 4 nach 68,0 km auf 416 m ASL 1,6 km bei 7,1 % |            |                      |        |
| 1.                                                           | Frankreich | Benoît Jarrier (BSE) | 1 Pkt. |

| Buttertubs Pass Kategorie 3 nach 103,5 km auf 532 m ASL 4,5 km bei 6,8 % |             |                    |        |
| 1.                                                                       | Deutschland | Jens Voigt (TFR)   | 2 Pkt. |
| 2.                                                                       | Frankreich  | Nicolas Edet (COF) | 1 Pkt. |

| Grinton Moor Kategorie 3 nach 129,5 km auf 383 m ASL 3,0 km bei 6,6 % |             |                  |        |
| 1.                                                                    | Deutschland | Jens Voigt (TFR) | 2 Pkt. |
| 2.                                                                    | Danemark    | Lars Bak (LTB)   | 1 Pkt. |